# Восточный горно-обогатительный комбинат
ГП «Восточный горно-обогатительный комбинат» (ВостГОК) —  горно-обогатительный комбинат в городе Жёлтые Воды (Днепропетровская область Украины), единственное на территории Украины предприятие по добыче и переработке урановой руды.
Также ВостГОК является крупнейшим на территории Украины производителем серной кислоты: технической и улучшенной.
В СССР ВостГОК входил в Министерство среднего машиностроения СССР и являлся одним из ведущих предприятий по поставкам урановой руды на объекты атомной промышленности.

## История предприятия
24 июля 1951 года постановлением Совета министров СССР на базе рудников имени Первого Мая и Жёлтая Река треста «Ленинруда» Министерства чёрной металлургии СССР и некоторых других предприятий создаётся Комбинат № 9, он же п/я 28.
1 августа 1951 года на основании постановления Совета министров СССР от 24.07.51 был создан Восточный горно-обогатительный комбинат. В состав комбината входили 2 рудоуправления: Рудоуправление № 1 (г. Кривой Рог, район Первого Мая) и Рудоуправление № 2 (с. Жёлтая Река).
Первым начальником комбината № 9 (название должности руководителя на то время) приказом начальника 2-го Главного управления при Совете Министров СССР П. Я. Антропова от 10.08.51 № 53 был назначен М. Н. Бондаренко, этим же приказом главным инженером комбината был назначен Б. И. Якушенков.
С созданием Министерства среднего машиностроения СССР в 1953 году, ВостГОК стал уранодобывающим предприятием МСМ СССР.
19 января 1959 года  получен первый килограмм урана в виде U3O8
В ноябре 1987 года пущена вторая очередь сернокислотного завода (СК-46), мощность завода достигла миллиона тонн серной кислоты. Тем самым, по мощности завод стал лидером среди подобных заводов в СССР.

## Новейшая история
В состав комбината входят три шахты по добыче урановой руды, из них две являются действующими (Ингульская и Смолинская) и одна строящаяся (Новоконстантиновская), а также ураноперерабатывающий комплекс. Плановый ежемесячный объём производства серной кислоты — 50 тыс. тонн.
Предприятие имеет возможность поставлять серную кислоту в собственных железнодорожных цистернах, а также автотранспортом покупателя. 
Комбинат также разрабатывает и производит: 
горно-шахтное оборудование, 
радиометры; 
радиометрические станции контроля содержания радиоактивных элементов в ковшах экскаваторов, кузовах самосвалов, вагонетках, железнодорожных вагонах;
рудосортирующие аппараты для покускового обогащения руд, 
приборы технологического контроля гидрометаллургических производств.
За производство высококачественной конкурентоспособной химической продукции — серной кислоты для украинского рынка — решением Научно-экспертного Совета Ассамблеи Деловых Кругов Восточный горнообогатительный комбинат признан лауреатом Общественного Знака Качества «ВЫСШАЯ ПРОБА».
2020—2021: месячный простой (шахты остановлены 7 декабря), из протеста работников по поводу долгов по зарплатам.

## Награды
В 1966 году Указом Президиума Верховного Совета СССР  Восточный горно-обогатительный комбинат награждён орденом Трудового Красного Знамени.

## Руководители
| Годы      | ФИО                           |
| --------- | ----------------------------- |
| 1951—1953 | Бондаренко, Михаил Нестерович |
| 1953—1958 | Чирков, Борис Николаевич      |
| 1958—1961 | Волковой Леонтий Спиридонович |
| 1961—1968 | Мамилов, Виктор Авакумович    |
| 1968—1976 | Казаков Алексей Трохимович    |
| 1976—1982 | Руденко, Василий Владимирович |
| 1982—1988 | Хохлов, Олег Иванович         |
| 1988—1994 | Ганза, Николай Алексеевич     |
| 1994—2004 | Бабак Михаил Иванович         |
| 2004—2007 | Перьков Пётр Георгиевич       |
| 2007      | Коваленко Виктор Васильевич   |
| 2007      | Гребенюк Александр Викторович |
| 2008      | Перьков Пётр Георгиевич       |
| с 2008    | Сорокин Александр Геннадиевич |

## Известные сотрудники
См. Категория:Сотрудники Восточного горно-обогатительного комбината